# ترنتون (ویرجینیای غربی)
ترنتون (به انگلیسی: Teterton) یک منطقهٔ مسکونی در ایالات متحده آمریکا است که در شهرستان پندلتن، ویرجینیای غربی واقع شده‌است.